# 陈光静
陈光静（1940年1月—2020年11月19日），女，浙江平阳人，三台道院主持，曾任平阳县政协委员，温州市、平阳县道教协会常务理事，因养育72名弃婴而闻名。

## 生平
1940年1月出生，出生地今属苍南县，其父亲为当地教员兼医生。1954年，受父母信佛影响，于今苍南县炎亭镇凤凰观出家。陈光静有一姐姐，出家于佛家。文革期间，凤凰观被破坏，陈光静自行于今苍南县南宋镇搭棚修道。文革结束后，前往南雁荡山修道。1984年4月，自行出资三万余元重修三台道院，并参与重修工作。自1993年农历10月25日起，先后收养了72名弃婴。
2020年11月19日（庚子年十月初五日）凌晨，全真龙门仙姑派陈光静大煉师于三台道院羽化登真，享年80岁。

## 相关纪录短片
- 《光缘》 （页面存档备份，存于）
- 《三台道院》